# Fernando Puell
Fernando María Puell de la Villa, Madrid, 1943. Historien et militaire espagnol.

## Études et carrière
Né au sein d'une famille militaire, Fernando Puell entre à 17 ans à l'Académie Générale Militaire espagnole. Lieutenant en 1965, il est colonel en 1993. Diplômé en transmissions et en anglais, il remplira diverses fonctions à la División Acorazada (principale unité de chars espagnole) et à l'État Major Central de l'Armée. En 1977, le général Gutiérrez Mellado nomme Puell au nouveau Ministère de la Défense Nationale espagnole. Entre 1979 et 1986, il sera le sous-chef de Sécurité de la Présidence du Gouvernement avec Adolfo Suárez, Leopoldo Calvo-Sotelo et Felipe González, et il sera le chef de la même dépendance à partir de 1992.
En 1975, il obtient une maîtrise en Histoire à l'Université complutense de Madrid. Son mémoire, Las reformas militares del general Cassola obtient le premier Prix Ejército, cette année-là. En 1995, sa thèse Origen, vida y reclutamiento del infante español (1700-1912), dirigée par le professeur Manuel Espadas Burgos (es), lui permet d'obtenir le doctorat en Histoire. Depuis 1999, il est professeur d'Histoire militaire à l'Institut militaire General Gutiérrez Mellado.

## Œuvre
En sus de nombreux travaux d'histoire militaire, Fernando Puell est l'auteur de l'étude la plus complète publiée en Espagne sur le soldat et l'évolution du recrutement militaire.
Biographe de Manuel Gutiérrez Mellado, il fut l'éditeur de la première traduction directe en espagnol du classique L'Art de la guerre de Sun-Tzu (ou Sun Zi), à partir de la transcription de la version découverte dans la nécropole de Yin-Que en 1972 qui ajoutait des textes méconnus à ce classique.

### Livres
- avec Justo A. Huerta Barajas, Atlas de la Guerra Civil española: antecedentes, operaciones y secuelas militares, Madrid, Síntesis, 2007,  (ISBN 978-84-975642-9-8)
- El desastre de Cuba, 1898: Las Guásimas, el Caney, las Lomas de San Juan,texte, Fernando Puell de la Villa et illustrations F. Martínez Canales, Madrid, Almena, 2005, DL M 7752-2005
- Historia del Ejército en España, Avant-propos de Félix Sanz Roldán, Madrid, Alianza Editorial, 2003  (ISBN 84-206-5760-3) ; 2da. ed. 2005  (ISBN 84-206-4792-6)
- Gutiérrez Mellado, un militar del siglo XX (1912-1995), Madrid, Biblioteca Nueva, 1997,  (ISBN 84-7030-488-7)
- El soldado desconocido: de la leva a la mili, Madrid, Biblioteca Nueva, 1996,  (ISBN 84-7030-400-3)

#### Éditions critiques
- Sun-zi, El arte de la Guerra, edition de Fernando Puell, Madrid, Biblioteca Nueva, 2000,  (ISBN 84-7030-744-4) ; 3ª ed. 2004. 4ªed. 2005.

## Source
- (es) Cet article est partiellement ou en totalité issu de l’article de Wikipédia en espagnol intitulé « Fernando Puell » (voir la liste des auteurs).